# 布洛克·雷斯納
布洛克·艾德華·雷斯納（英語：Brock Edward  Lesnar，1977年7月12日—）是美國職業摔角選手，曾是综合格斗選手和美式足球選手，目前受聘於世界摔角娛樂（WWE）。

## 資歷
1998年成為全國青年大專體育NJCAA冠軍。2000年獲得NCAA重量級冠軍，同年大學畢業後簽約進入世界摔角聯盟（WWF）。2001年1月，因私藏大量激素類藥物被捕，後因細查後得知只是普通合法的生長激素而被撤訴。
2002年雷斯納正式登台，出道第一年便囊括所有PPV大賽勝利與冠軍，成為WWE有史以來最年輕的WWE冠軍得主，但在2005年記錄被世界重量級冠軍蘭迪·歐頓打破。2004年雷斯納與公司高層不合而離開WWE並改行打NFL，離開時雙方簽訂競業協議，內容為直到2010年之前不許為其他摔角聯盟工作，雖然已經離開WWE但仍對前東家有不少公開抱怨批評。4月19日雷斯納發生一場車禍，康復後參予明尼蘇達維京人8週的試訓，最後沒通過測試不予錄用，打消成為美式足球員的念頭。
2005年雷斯納決定前往日本的新日本職業摔角，當時曾與WWE有協議上的爭執。之後在新日本有獲得IWGP重量級冠軍。2006年與前WWE女子摔角選手賽貝爾結婚，並與WWE達成和解，雙方撤銷競業協議。
2007年雷斯納的日本工作證到期而離開日本摔角界，同年返美加入綜合格鬥聯盟K-1，後來UFC重金挖角跳槽並闖出名堂，期間獲得UFC冠軍。2011年由於傷病與年齡問題，在輸掉最後一場比賽後宣布退出UFC，結束四年格鬥生涯。2012年重返WWE，造型延續綜合格鬥時期的穿著而非自己往昔的摔角選手穿著，年薪1200萬美金成為WWE最高薪，成為WWE台柱之一活躍至今。

## 職業摔角生涯

### WWF/WWE

#### 訓練與首次登台（2000-2002）
在2000年，雷斯納與世界摔角聯盟（WWF）簽約，並被送往俄亥俄谷摔角（OVW）接受訓練，雷斯納首先會見了他未來的朋友和經紀人保羅·黑門。隨後，雷斯納與他的前大學室友希爾頓·班哲明組成雙打隊伍，並三次獲得俄亥俄谷摔角南部雙打冠軍。雷斯納在2001年和2002年之間進行了幾場未在電視上公開的比賽，然後被調到世界摔角聯盟的主要名單上。
雷斯納於2002年3月18日的Raw中，以反派的角色首次亮相，在比賽期間攻擊艾爾·史諾、馬文和史百克·督擂，同時也由保羅·黑門陪同，而保羅·黑門亦被看見向雷斯納發出指示。當品牌推廣在世界摔角聯盟推出時，雷斯納被選入到Raw品牌。後來，黑門被確認為雷斯納的經紀人，並給雷斯納取了「明日之星」（The Next Big Thing）這個外號。
雷斯納的第一場官方電視比賽是在2002年4月21日的爆裂震撼，與哈迪兄弟進行比賽，而雷斯納以擊倒（Knock out）的方式擊敗傑夫·哈迪。在隔天晚上的Raw，雷斯納面對著傑夫的哥哥麥特·哈迪，以同樣的方式擊敗他。雷斯納與尚恩·斯塔夏克於2002年5月4日的Insurrextion，由於尚恩·斯塔夏克遭到壓制，所以輸給哈迪兄弟。但是在比賽結束後，雷斯納攻擊所有參賽者。在2002年5月19日的末日審判，雷斯納與黑門擊敗哈迪兄弟。

#### WWE冠軍時期（2002-2003）
在2002年6月，雷斯納贏得擂台之王，第一輪擊敗巴巴瑞·達利，半決賽擊敗布克·T，準決賽擊敗Test，在決賽擊敗羅伯·凡·達姆，得到在夏日衝擊挑戰WWE世界冠軍巨石的機會。在2002年7月21日的致命復仇，雷斯納因為被取消資格，在WWE洲際冠軍賽上輸給羅伯·凡·達姆。7月22日，雷斯納加入SmackDown品牌。在8月與霍克·霍肯的比賽後，雷斯納在8月25日的夏日衝擊擊敗WWE世界冠軍巨石強森，以25歲之齡，打破了由巨石強森所持有的紀錄，成為史上最年輕的WWE世界冠軍。雷斯納也以126天的時間，成為第二快由首次亮相到成為冠軍的摔角手（第一快為瑞克·福萊爾，113天）。當時WWE世界冠軍在兩個品牌都需捍衛，所以當時的Raw營運總監艾瑞克·比绍夫預計雷斯納會在第二天返回Raw，但是當時的SmackDown營運總監史蒂芬妮·麥馬漢表示雷斯納只需在SmackDown捍衛他的頭銜。此舉迫使比紹夫為Raw品牌建立新的冠軍頭銜（世界重量級冠軍），而WWE世界冠軍亦被改名為WWE冠軍。
雷斯納在WWE的快速崛起導致他與送葬者的爭執，並牽涉到一場在9月22日殺無赦的比賽。由於雙方都被取消資格，所以雷斯納得以捍衛他的頭銜。雷斯納在完全終結會再次面對送葬者，並進行一場地獄鐵籠賽。之後，在劇情上，雷斯納用丙烷缸弄傷送葬者的手。而在10月20日的完全終結，雷斯納擊敗送葬者，成功捍衛頭銜。在10月26日的Rebellion，雷斯納擊敗Edge，再次成功捍衛頭銜。
雷斯納下一個對手是Big Show，當時劇情上是讓保羅·黑門被眾人說服，認為雷斯納不能擊敗Big Show。而雷斯納在11月17日的強者生存與Big Show進行比賽，並對Big Show使出F-5。但是黑門將裁判拉出擂台外，導致雷斯納的壓制無效。後來Big Show向雷斯納施行鎖喉摔（Chokeslam），贏得WWE冠軍。在強者生存後，黑門明確表示雷斯納不會獲得重賽。為了向Big Show和黑門報仇，雷斯納介入Big Show於12月15日的世界末日對寇特·安格的冠軍賽，並對Big Show使出F-5，使安格得以壓制Big Show並贏得冠軍。而雷斯納與他們的敵對關係仍然持續，在2003年1月19日的皇家大戰，雷斯納與Big Show進行比賽，勝者將會得以參加當日壓軸的30人混戰。而雷斯納擊敗Big Show並以第29名參賽者入場，雷斯納淘汰了麥特·哈迪、查利·哈斯、希爾頓·班哲明以及送葬者，成為混戰的勝利者，使雷斯納得以在摔角狂熱XIX與安格進行冠軍賽。在3月30日的摔角狂熱上，雷斯納擊敗安格，第二次奪得WWE冠軍。在這之後，雷斯納將注意力放在約翰·希南身上，並在4月27日的爆裂震撼上擊敗希南，成功捍衛冠軍頭銜。
在8月25日的無路可逃，雷斯納與克里斯·班瓦一起擊敗安格、查利·哈斯和希爾頓·班哲明。

### 新日本摔角時期（2005-2007）
2005年雷斯納決定前往日本的新日本職業摔角，但如此一來將違反之前的競業協議，於是雷斯納開始與WWE展開協商與法律攻防。加入新日本期間，因版權問題，將個人終結技「F-5」更名為「Judgement」，之後有獲得IWGP重量級冠軍。
雷斯納在2007年之後離開日本摔角界。

### 重返WWE（2012-2020）

#### 不同爭執（2012-2017）
雷斯納於2012年4月2日的Raw回歸WWE，面對約翰·希南並對他使出F-5。在隔週的Raw上，总经理約翰·勞倫奈提斯透露，他與雷斯納簽約，以將「合法性」帶回WWE，並成為「WWE的新面孔」。勞倫奈提斯還安排雷斯納在極限規則中與希南進行極限規則賽。在4月29日的極限規則中，雷斯納在比賽中遭希南擊敗。
在第二天晚上的Raw上，WWE首席运营官Triple H拒絕接受雷斯納不合理的合約要求（包括給他自己的私人飛機，並將Raw重新命名為Monday Night Raw布洛克·雷斯納主演），導致雷斯納攻擊他並在劇情上用木村式固定弄傷Triple H的手臂。保羅·黑門在隔週的Raw回歸，擔任雷斯納的法定代表。他聲稱雷斯納正在退出WWE，並因違反合約而控告WWE。在6月的無路可逃中，Triple H要求雷斯納（當時沒有在場）在夏日衝擊進行比賽，而雷斯納拒絕比賽。在7月23日的Raw 1000，史蒂芬妮·麥馬漢邀請黑門代表雷斯納接受夏日衝擊的比賽。在8月19日的夏日衝擊中，雷斯納在劇情上再次弄傷Triple H的手臂後，以屈服擊敗Triple H。第二天晚上，雷斯納在Raw上宣布自己為新的「王中之王」，並說他在擊敗Triple H後將離開WWE，表示他已經征服公司的所有事務。
雷斯納在2013年1月28日的Raw中回歸，面對即將開除黑門的麥馬漢先生，儘管黑門提出請求，雷斯納還是用F-5攻擊麥馬漢，在劇情中弄傷麥馬漢的骨盆。在隔週的Raw上，於米茲所主持的電視談話秀節目上，Raw管理主管薇琪·葛雷洛透露自己是與雷斯納簽訂新合約以打動麥馬漢的人。在2月25日的Raw中，雷斯納再次試圖攻擊麥馬漢，結果與回歸的Triple H發生爭吵，這導致雷斯納合法的將Triple H的頭弄傷。在隔週的Raw上，Triple H向雷斯納發起挑戰，要求在摔角狂熱29上與他進行重賽，在Triple H簽署合約並且雷斯納提出比賽規定之後，雷斯納接受該比賽。在Triple H簽署合約並毆打黑門之後，這項規定被披露為無限制賽並且以Triple H的職業生涯作為賭注。在4月7日的摔角狂熱中，雷斯納在鐵製台階承受Triple H的Pedigree之後輸給Triple H。在4月15日的Raw中，雷斯納攻擊3MB（希斯·史雷特、祖魯·麥金泰爾和金德·馬哈爾），然後黑門要求Triple H在極限規則的鐵籠賽中面對雷斯納，Triple H在下週接受比賽。在5月19日的極限規則中，在黑門的協助之後，雷斯納擊敗Triple H，結束他們的爭執。
在2014年2月24日的Raw中，黑門表示，雷斯納已要求在摔角狂熱XXX上參加WWE世界重量級冠軍賽，但獲得一份公開合約，將面對他選擇的任何其他人。隨後，送葬者回歸並在桌子上用鎖喉摔（ChokeSlam）攻擊雷斯納，確定在摔角狂熱XXX上進行比賽。在4月6日的摔角狂熱上，雷斯納使出三次F-5之後，以壓制的方式贏得比賽，結束送葬者的21連勝紀錄，被稱為「WWE歷史上最令人震驚的結果」。
在2016年11月20日的強者生存上，雷斯納對上過去2004年曾有爭執的戈柏，但最終在1分26秒內輸給戈柏，這是雷斯納三年來比賽首次遭到壓制。之後在2017年1月29日的皇家大賽上，雷斯納是第26位進場的選手，並淘汰埃索·阿莫瑞、迪恩·安布羅斯和多夫·錫格勒，隨後面對戈柏。後者在第28位入場，並在使出長矛衝刺後迅速淘汰雷斯納。

#### WWE環球冠軍時期（2017-2018）
後續在1月30日的Raw，雷斯納向戈柏要求在摔角狂熱33上進行最終的比賽。而在2月6日的Raw，戈柏接受雷斯納的挑戰，並同時成為WWE環球冠軍凱文·歐文斯的頭號挑戰者，之後戈柏在極速賽道上贏得冠軍，從而將他與雷斯納的比賽變成冠軍賽。在摔角狂熱上，雷斯納擊敗戈柏，贏得他在WWE的第五個世界冠軍頭銜，並成為首位贏得WWE冠軍及WWE環球冠軍的摔角選手。經過數週的爭執之後，雷斯納的首場冠軍賽是在2017年7月9日的首屆火球大賽中，他成功擊敗薩摩亞·喬，隨後在一次地方巡迴賽中第二次擊敗喬。
在7月31日的Raw上，總經理寇特·安格宣布雷斯納將在夏日衝擊面對薩摩亞·喬、羅曼·瑞恩斯和布勞恩·史卓曼。雷斯納和黑門隨後出現，宣佈如果雷斯納在比賽中輸掉冠軍，兩人都將離開WWE。在夏日衝擊中，雷斯納成功壓制瑞恩斯持續衛冕頭銜。接下來在毫不留情中擊敗史卓曼。雷斯納隨後在強者生存的冠軍對冠軍賽中擊敗WWE冠軍A·J·史泰爾斯。而接下來在2018年的皇家大戰上，他在與史卓曼和肯恩的三方威脅賽中，成功衛冕冠軍。雷斯納隨後與羅曼·瑞恩斯再次展開爭執，後者在行刑室鐵籠戰中贏得行刑室鐵籠賽，成為環球冠軍在摔角狂熱34的頭號挑戰者。在摔角狂熱上，雷斯納成功壓制瑞恩斯持續衛冕冠軍頭銜。
在夏日衝擊上，雷斯納與瑞恩斯再次進行比賽時，史卓曼打算兌現他的公事包合約。這使雷斯納分心攻擊史卓曼讓他無法兌現公事包，隨後雷斯納遭瑞恩斯使出長矛衝刺輸掉比賽，結束雷斯納504天的冠軍衛冕。該衛冕是WWE歷史上第六長的世界冠軍衛冕，也是自1988年以來最長的衛冕紀錄。

#### 衛冕世界冠軍（2018-2020）
雷斯納於9月的地獄鐵籠回歸，在環球冠軍瑞恩斯和史卓曼之間的地獄鐵籠賽中，雷斯納破門而入並攻擊兩人，從而使這場比賽成為一場沒有比賽的比賽，並且讓史卓曼兌現公事包合約失敗。在第二天晚上的Raw上，代理總經理貝瑞·科賓安排瑞恩斯於11月2日在皇冠珠寶與雷斯納和史卓曼的三方威脅賽中捍衛環球冠軍。在瑞恩斯因合法的白血病復發而放棄冠軍頭銜後，比賽改為雷斯納和史卓曼之間的單打比賽，爭奪空缺的冠軍頭銜。在皇冠珠寶，雷斯納在三分鐘內擊敗史卓曼，成為首位兩屆環球冠軍，這要歸功於科賓賽前對史卓曼的攻擊。
在贏得冠軍後，雷斯納計劃在強者生存中面對WWE冠軍AJ·史泰爾斯，在另一場冠軍對冠軍的非冠軍賽中。在比賽五天前，史泰爾斯在SmackDown上將WWE冠軍輸給丹尼爾·布萊恩。在強者生存中，雷斯納擊敗布萊恩。雷斯納隨後在2019年1月27日的皇家大賽上擊敗芬恩·貝勒成功衛冕冠軍頭銜。在第二天晚上的Raw上，雷斯納對2019年皇家大戰優勝者賽特·羅林斯使出六次F-5，也確定他們二人在摔角狂熱35的冠軍賽。在摔角狂熱，雷斯納在賽前攻擊羅林斯。羅林斯隨後在裁判倒地的情況下對雷斯納使出下陰攻擊並成功壓制雷斯納，結束他作為環球冠軍的第二次衛冕，時間為156天。
在2019年5月19日的公事包大戰上，雷斯納在公事包鐵梯賽中取代山米·讚恩。賽前，讚恩在後台遭到攻擊。後來，比賽開始時只有預定的八名參賽者中的七名。在比賽的高潮，雷斯納突然出現，拉開在鐵梯上的阿里，贏得公事包合約，讓他可以在一年內他所選擇的任何時間挑戰環球冠軍或WWE冠軍。在取笑環球冠軍賽特·羅林斯和WWE冠軍科菲·京斯頓但未能在超級對決中對羅林斯兌現合約之後，於7月14日的極限規則上在羅林斯與Raw女子冠軍貝基·林奇在極限規則混合雙打賽衛冕各自的冠軍頭銜後，雷斯納成功兌現他的合約。在8月11日的夏日衝擊上，雷斯納將冠軍頭銜輸給羅林斯，在28天時結束他的第三度衛冕。
雷斯納和黑門在9月17日的SmackDown中回歸，向WWE冠軍科菲·京斯頓發起挑戰。京斯頓接受挑戰，隨後雷斯納對他使出F-5。在10月4日的SmackDown20週年之際，雷斯納在大約8秒內迅速擊敗京斯頓，贏得他的第五個WWE冠軍；這是雷斯納15年來在SmackDown上的首場比賽。獲勝後，雷斯納被前UFC對手凱恩·維拉斯奎茲襲擊，這也是維拉斯奎茲在WWE的首度亮相。雷斯納隨後計劃於10月31日的皇冠珠寶對抗維拉斯奎茲以捍衛WWE冠軍。在2019年的選秀中，雷斯納被選入SmackDown。在皇冠珠寶賽事中，雷斯納用木村鎖在5分鐘內擊敗維拉斯奎茲。賽後，雷·密斯特里歐用鐵椅攻擊雷斯納。在11月1日的SmackDown 中，雷斯納和黑門退出該品牌，以追逐被選入Raw的密斯特里歐，因此WWE冠軍也轉會到Raw。這導致密斯特里歐在強者生存中向雷斯納挑戰WWE冠軍，該比賽被正式定為無限制賽，儘管密斯特里歐的兒子多米尼克在比賽期間試圖幫助密斯特里歐，雷斯納仍然衛冕頭銜。
雷斯納在2020年1月6日的Raw回歸，宣布沒有人值得在皇家大戰中獲得挑戰WWE冠軍的機會，因此他將以第一位參賽者的身份參加皇家大戰比賽。在1月26日的皇家大戰上，雷斯納淘汰他面對的前13名競爭對手，追平皇家大戰比賽中淘汰次數最多的記錄，隨後被贏得比賽的祖魯·麥金泰爾淘汰。后者赢得皇家大战并宣布将在同年的摔角狂热36挑战雷斯纳的WWE冠军。
2020年3月25日，摔角狂热36第二晚主站赛，雷斯纳不敌强势的祖魯·麥金泰爾，被后者无争议击败夺走WWE冠军头衔，比赛结束后一段时间，受新冠疫情影响，雷斯纳与WWE的合同到期并离开节目。

### 回归WWE（2021-2023）

#### 短暂的冠军（2021-2022）
雷斯纳在摔角狂热36后离开节目长达500余天，在2021年8月21日的夏日冲击上回归并与时任WWE环球冠军罗曼·瑞恩斯开展恩怨，双方在2021年10月21日的皇冠宝石上进行了一场冠军赛，但在比赛中雷斯纳遭受到前任经纪人保罗·黑门的背叛最终无缘夺冠。雷斯纳随后本应在2022年1月1日的第一天上再次对阵罗曼·瑞恩斯，但后者意外感染新冠肺炎导致雷斯纳被调整至当晚的五人冠军赛，实力强劲的雷斯纳击败Big E、鲍比·莱斯利、凯文·欧文斯和赛斯·罗林斯赢得了自己的第六次WWE冠军。
雷斯纳夺冠后与鲍比·莱斯利发生恩怨，双方在1月29日的皇家大战上展开冠军争夺，比赛中罗曼·瑞恩斯乱入袭击雷斯纳导致雷斯纳战败输掉冠军，雷斯纳紧随其后以30号选手的身份出场参加了当晚的30人上绳挑战赛并接连淘汰了兰迪·奥顿和祖魯·麥金泰爾赢得比赛再次获得在同年的摔角狂热38上挑战冠军的机会。
尽管已有冠军赛，雷斯纳还是参加了2月19日的铁笼密室上的WWE冠军赛，并在比赛中淘汰赛斯·罗林斯、A.J.斯泰尔斯、马特·里德尔和奥斯汀·希尔瑞后再次夺得冠军，这是雷斯纳第七次WWE冠军。随后雷斯纳携带WWE冠军与罗曼·瑞恩斯约战摔角狂热38第二晚主站赛，并且这将是一场冠军统一赛，2022年4月3日，雷斯纳在摔角狂热38上被罗曼·瑞恩斯争议击败夺走WWE冠军。雷斯纳在同年的夏日狂潮再次回归并与罗曼·瑞恩斯进行了一场最后站立者赛争夺毋庸置疑WWE环球冠军，然而在乌索兄弟的帮助下雷斯纳再次落败，结束与罗曼·瑞恩斯的恩怨。

#### 扶持新人（2022-2023）
雷斯纳参加了2023年的皇家大战但被鲍比·莱斯利淘汰，随后二者在2月18日的铁笼密室上展开了一场单打赛，比赛以雷斯纳犯规结束。雷斯纳也参加了同年的摔角狂热39并在开场赛中击败了奥莫斯，这也是雷斯纳至今在WWE的最后一场比赛。

### 身陷性丑闻
2024年皇家大战，雷斯纳原计划回归，但在赛前身陷WWE主席文斯·麦克马洪与下属的性丑闻官司，被WWE从皇家大战、摔角狂热XL除名。至次年8月的夏日狂潮大赛，雷斯纳时隔一年重新回归。

## 綜合格鬥生涯
| 戰績分項 |      |     |
| 9 場     | 5 勝 | 3負 |
| 擊倒     | 3    | 2   |
| 降服     | 1    | 1   |
| 判定     | 1    | 0   |
| 無效     | 1    | 1   |

## 摔角場上的表現

### 摔角招式
- 終結技
  - Brock Lock（Over-the-shoulder single leg Boston crab）（過肩單腿橋波士頓蟹式固定）
  - F-5（Fireman's carry facebuster）（背負式顏面摔）
  - Kimura lock（木村式固定）
  - Shooting star press（流星式壓擊）
- 招牌技
  - Backbreaker（背部粉碎技）
  - Swinging reverse DDT（反向擺動摔擊)
  - Fallaway slam（仰角過肩摔）
  - Gorilla press slam（金剛式平舉摔）
  - Knee lifts（膝舉攻擊）
  - Suplex（過肩摔）
    - Belly-to-back（抱腰背部式）
    - Fisherman（肩車式過肩摔）
    - Overhead belly-to-belly（越頂抱腰式）
    - Release/Rolling German（德式翻滾）
    - Snap（迅猛式）
    - Vertical（垂直式）

  - Multiple turnbuckle thrusts（連發式角柱衝刺）
  - Powerslam（強力摔）
  - Rear naked choke（背後鎖喉固定）
  - Running powerbomb（助跑式強力炸彈摔）
  - Standing double leg takedown（站立式雙腿下潛摔） followed by  Mounted punches（騎馬式猛擊）
  - Triple non-release powerbomb（三重強力炸彈摔）

### 經紀人
- 文斯·麥馬漢
- 保羅·黑門

### 外號
- "The Anomaly"
- "The Beast Incarnate"
- "The Conqueror"
- "The Next Big Thing"
- "The Alpha Male Of Our Species"

### 入場曲

#### WWE
- 《Enforcer》
- 《Next Big Thing》
- 《Next Big Thing (Remix)》

## 歷年獎項

### 综合格斗
- 终极格斗冠军赛
  - UFC重量級冠軍（一次）

### 職業摔角

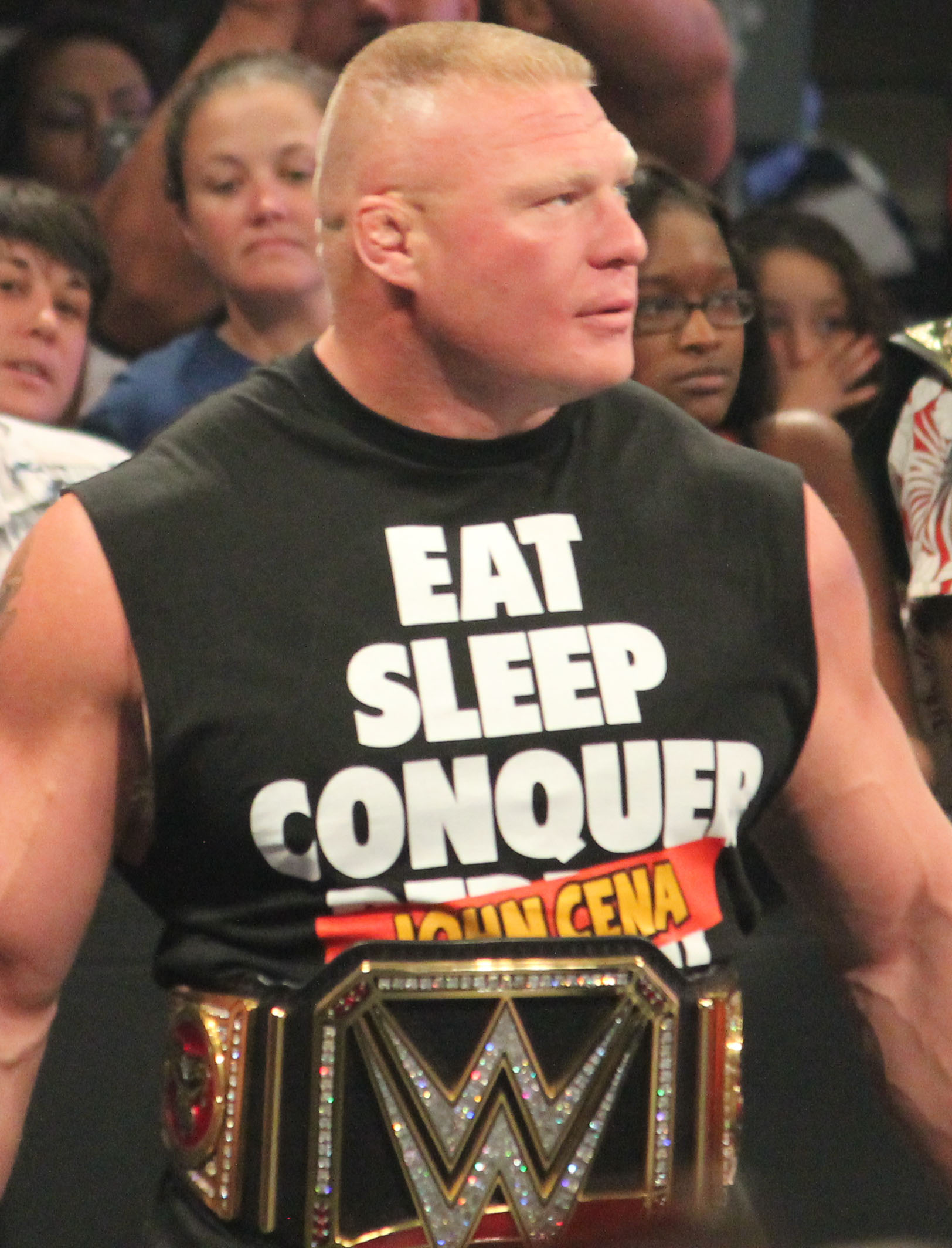
雷斯納是七次的WWE冠軍。

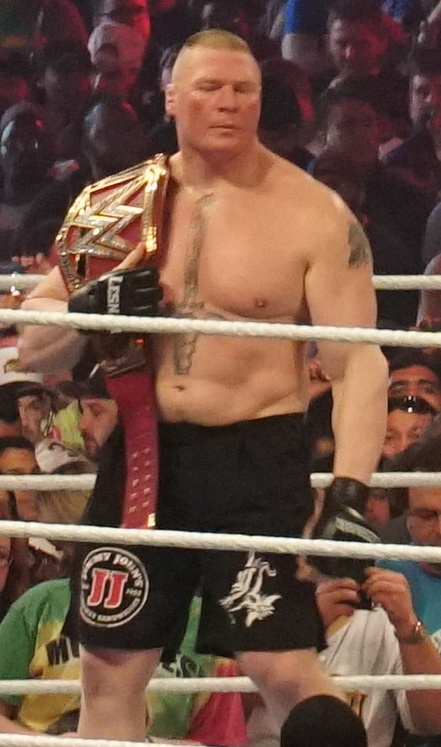
雷斯納是破紀錄的三次環球冠軍；使他成為WWE的十次世界冠軍。

- 世界摔角娛樂
  - WWE冠軍（七次）
  - WWE環球冠軍（三次）
  - 公事包大戰（2019年）
  - 擂台之王（2002年）
  - 皇家大戰（2003年、2022年）
  - 衝擊大賞（五次）
- 豬木基因聯盟（英语：Inoki Genome Federation）
  - IWGP重量級冠軍（英语：IWGP Heavyweight Champion）（一次）
- 新日本職業摔角
  - IWGP重量級冠軍（英语：IWGP Heavyweight Champion）（一次）
- 俄亥俄州谷摔角（英语：Ohio Valley Wrestling）
  - OVW南部雙打冠軍（英语：OVW Southern Tag Team Champion）（三次）- 與希爾頓·班哲明（英语：Shelton Benjamin）

## 外部連結
- 布洛克·雷斯納在WWE官方網站的介紹 （页面存档备份，存于）（英文）
- 布洛克·雷斯納在互联网电影资料库（IMDb）上的資料（英文）
- 布洛克·雷斯納在Sherdog上的综合格斗战绩资料